# 37 Гидры
37 Гидры (лат. 37 Hydrae), OW Гидры (лат. OW Hydrae), HD 83650 — кратная звезда в созвездии Гидры на расстоянии (вычисленном из значения параллакса) приблизительно 1090 световых лет (около 334 парсек) от Солнца.
Пара первого и второго компонентов — двойная затменная переменная звезда типа Алголя (EA). Видимая звёздная величина звезды — от +6,66m до +6,29m. Орбитальный период — около 14,393 суток.

## Характеристики
Первый компонент (WDS J09398-1034Aa) — бело-голубая звезда спектрального класса B9, или A0Vn, или A0V.  Масса — около 5,303 солнечной, радиус — около 8,447 солнечного, светимость — около 256,87 солнечной. Эффективная температура — около 10759 K.
Второй компонент (WDS J09398-1034Ab).
Третий компонент. Масса — около 2138,42 юпитерианской (2,0413 солнечной). Удалён в среднем на 2,608 а.е..
Четвёртый компонент (WDS J09398-1034B). Видимая звёздная величина звезды — +8,81m. Удалён на 0,3 угловой секунды.